# Boda, Baranya
Boda este un sat în districtul Szentlőrinc, județul Baranya, Ungaria, având o populație de 425 de locuitori (2011). 

## Demografie
Componența etnică a satului Boda
     Maghiari (95,84%)
     Romi (1,96%)
     Germani (1,22%)
     Necunoscut (0,98%)
     Alții (0,98%)
Componența confesională a satului Boda
     Fără religie (16,71%)
     Reformați (2,82%)
     Necunoscută (79,76%)
     Atei (0,71%)
     Alte religii (1,65%)
Conform recensământului din 2011, satul Boda avea 425 de locuitori. Din punct de vedere etnic, majoritatea locuitorilor (95,84%) erau maghiari, existând și minorități de romi (1,96%) și germani (1,22%). Apartenența etnică nu este cunoscută în cazul a 0,98% din locuitori. Nu există o religie majoritară, locuitorii fiind persoane fără religie (16,71%) și reformați (2,82%). Pentru 79,76% din locuitori nu este cunoscută apartenența confesională.